# Зора Видовић
Зора Видовић (Доњи Срђевићи, Србац, 17. новембар 1954.) је српска и босанскохерцеговачка политичарка, актуелни министар финансија Републике Српске.

## Биографија
Основну школу и гимназију завршила у родном Српцу, након чега се уписује на Економски факултет Универзитета у Београду, где је 1978. дипломирала.
По дипломирању, враћа се у родно мјесто гдје постаје финансијска руководитељица у предузећу „Стирокарт“. Након тога, Видовић обнаша директорску функцију у србачкој Управи прихода, локалној филијали Бањалучке банке (данашње Нове Банке), Балкан Инвестмент Банке и микрокредитној организацији Микрокредит.
Видовић је од 2011. до именовања за министра финансија била директорица Пореске управе Републике Српске.

## Политичка каријера
Зора Видовић је била посланик Савеза независних социјалдемократа (СНСД) у два сазива Народне скупштине Републике Српске – од 2000. до 28. новембра 2002. године, те од 2006. до 2010.  
Послије општих избора 2018. и избора Радована Вишковића за новог мандатара Владе Републике Српске, Видовић је предложена за новог министра финансија Републике Српске. Народна скупштина Републике Српске изабрала ју је на ту функцију 18. децембра, а 21. децембра је и службено преузела дужност, насљеђујући Зорана Тегелтију .